# Menyasszony, vőlegény
A Menyasszony, vőlegény kezdetű lakodalmas táncot Bartók Béla gyűjtötte 1910-ben a Komárom vármegyei Nagymegyeren. Valószínűleg szlovák eredetű.
Feldolgozások:
| Szerző          | Mire                  | Mű                                | Előadás |
| --------------- | --------------------- | --------------------------------- | ------- |
| Bárdos Lajos    | kétszólamú gyermekkar | Kicsinyek kórusa, I. füzet 6. dal | [ 3 ]   |
| Karai József    | vegyeskar             | Menyasszony, vőlegény             | [ 4 ]   |
| Gárdonyi Zoltán | négykezes zongora     | Bújj, bújj, zöld ág, 10. darab    |         |

## Felvételek
- Fogarasy Attila Künikosz:  Menyasszony, vőlegény. YouTube (2012. március 31.)  (Hozzáférés: 2016. április 5.) (audió) hangszeres feldolgozás.
- Menyasszony, vőlegény. YouTube (1983. május 23.)  (Hozzáférés: 2016. április 5.) (audió) Tündérkaszinó - Rockzene gyerekeknek.